# Wyhonicze
Wyhonicze (biał. Выганічы; ros. Выгоничи) – wieś na Białorusi, w obwodzie mińskim, w rejonie wołożyńskim, w sielsowiecie Raków.

## Historia
W czasach zaborów wieś w gminie Raków, w powiecie mińskim, w guberni mińskiej Imperium Rosyjskiego. W 1866 roku liczyła 11 osad
W latach 1921–1945 wieś leżała w Polsce, w województwie wileńskim, w powiecie stołpeckim, a od 1927 w powiecie mołodeckim, w gminie Raków.
Według Powszechnego Spisu Ludności z 1921 roku zamieszkiwało tu 185 osób, 65 było wyznania rzymskokatolickiego a 120 prawosławnego. Jednocześnie 178 mieszkańców zadeklarowało polską a 7 białoruską przynależność narodową. Było tu 36 budynków mieszkalnych. W 1931 w 37 domach zamieszkiwało 218 osób.
Wierni należeli do parafii rzymskokatolickiej i prawosławnej w Rakowie. Miejscowość podlegała pod Sąd Grodzki w Rakowie i Okręgowy w Wilnie; właściwy urząd pocztowy mieścił się w Rakowie.
W wyniku napaści ZSRR na Polskę we wrześniu 1939 miejscowość znalazła się pod okupacją sowiecką. 2 listopada została włączona do Białoruskiej SRR. Od czerwca 1941 roku pod okupacją niemiecką. W 1944 miejscowość została ponownie zajęta przez wojska sowieckie i włączona do Białoruskiej SRR.
Od 1991 w składzie niepodległej Białorusi.